# Jorge Newbery Airport
Jorge Newbery Airport är en flygplats i Argentina. Den ligger i den centrala delen av landet, i huvudstaden Buenos Aires. Jorge Newbery Airport ligger 5 meter över havet. Arean är 138 kvadratkilometer.
Terrängen runt Jorge Newbery Airport är mycket platt. Havet är nära Jorge Newbery Airport åt nordost. Runt Jorge Newbery Airport är det mycket tätbefolkat, med 10 000 invånare per kvadratkilometer.. Närmaste större samhälle är Buenos Aires, 6,9 km sydost om Jorge Newbery Airport. 
Runt Jorge Newbery Airport är det i huvudsak tätbebyggt.